# Ridotto
Il Ridotto (en italien : La Salle privée) est une aile de l'ancien Palazzo San Moisè, actuellement l'Hôtel Monaco à Venise. En 1738, il a été converti par Marco Dandolo à la demande des dirigeants de la ville de Venise en une maison de jeu appartenant au gouvernement. Le Ridotto fut le premier casino mercantile public d'Occident, en activité pendant le Carnaval, qui durait six mois par an. Les Joueurs ne pouvaient y entrer que masqués.
Les jeux pratiqués étaient le plus souvent la bassette, le pharaon et le biribi (sorte de  roulette), mais peut-être le jeu le plus populaire à l'époque était le sbaraglino. Cité par Casanova comme un exemple de combinaison de passion et de tension émotionnelle, ce jeu faisait partie de la famille des jeux de tables comme le trictrac en France, ou le backgammon en Angleterre.

Il fut fermé le 27 novembre 1774 par décret du Conseil des Dix interdisant les jeux de hasard.

En 1768, le Ridotto subit une rénovation totale confiée à l'architecte Bernardino Maccaruzzi.

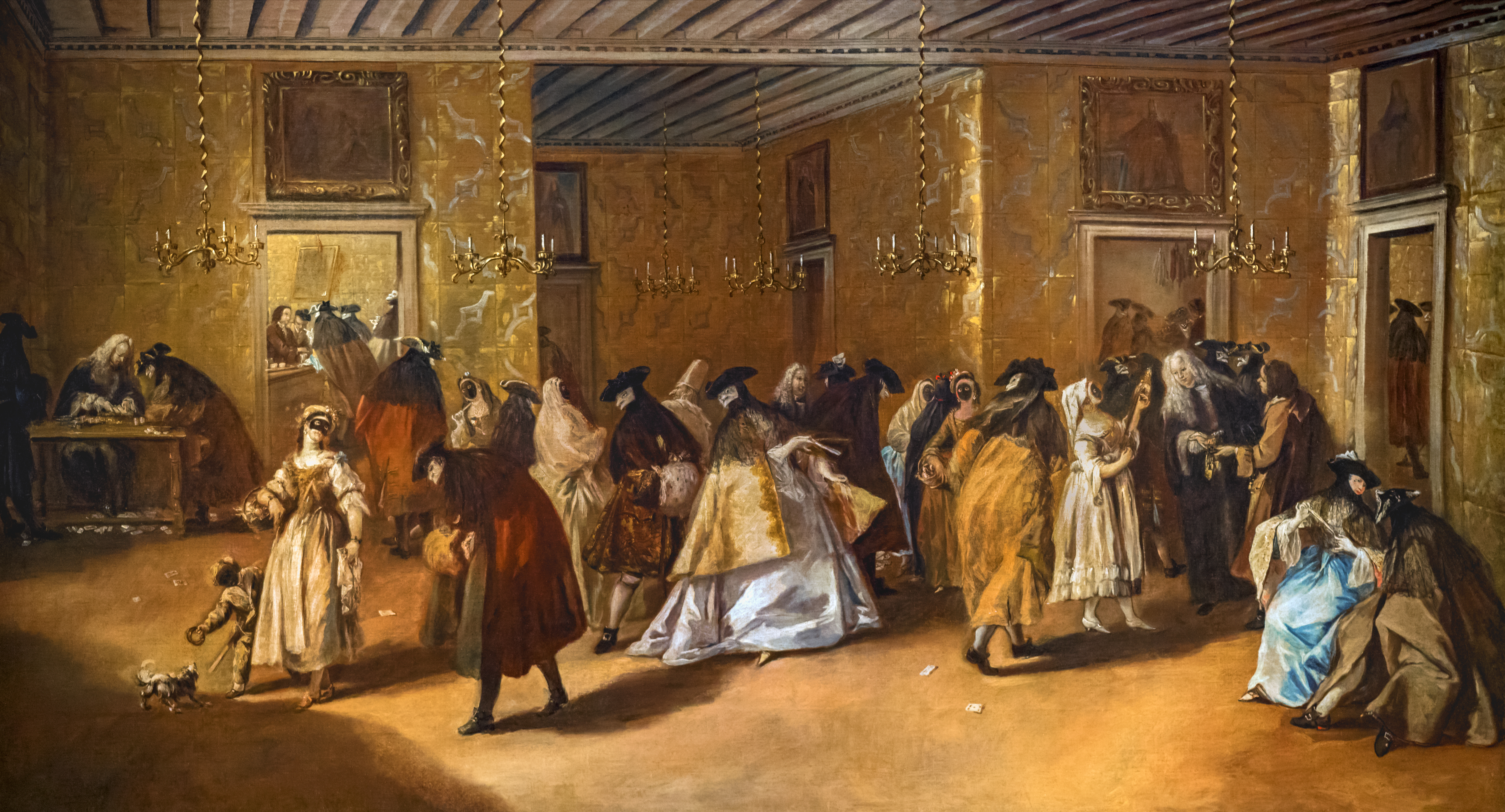
Il Ridotto di palazzo Dandolo a San Moise - Francesco Guardi.
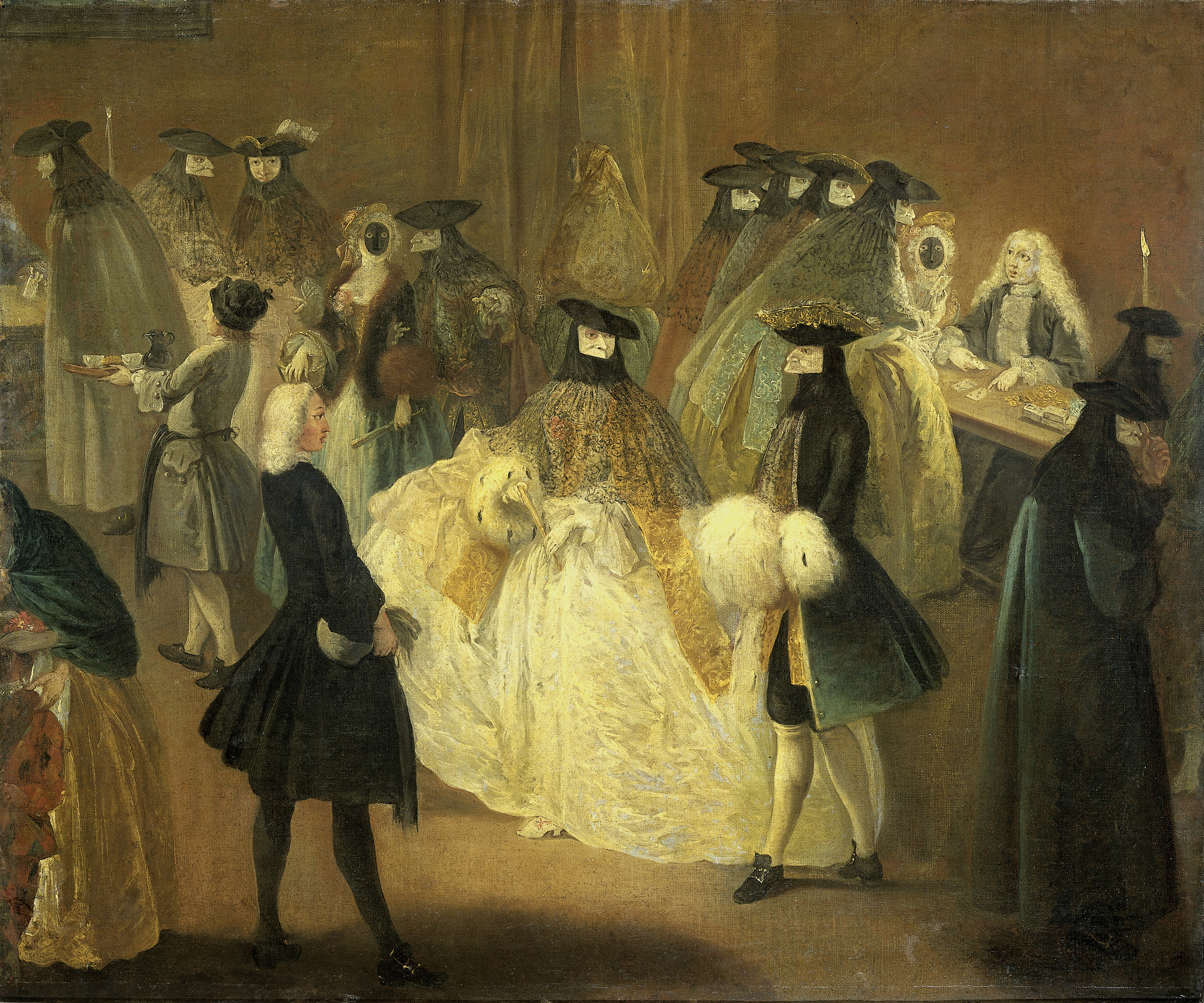
Le Ridotto d'après Pietro Longhi (vers 1720).
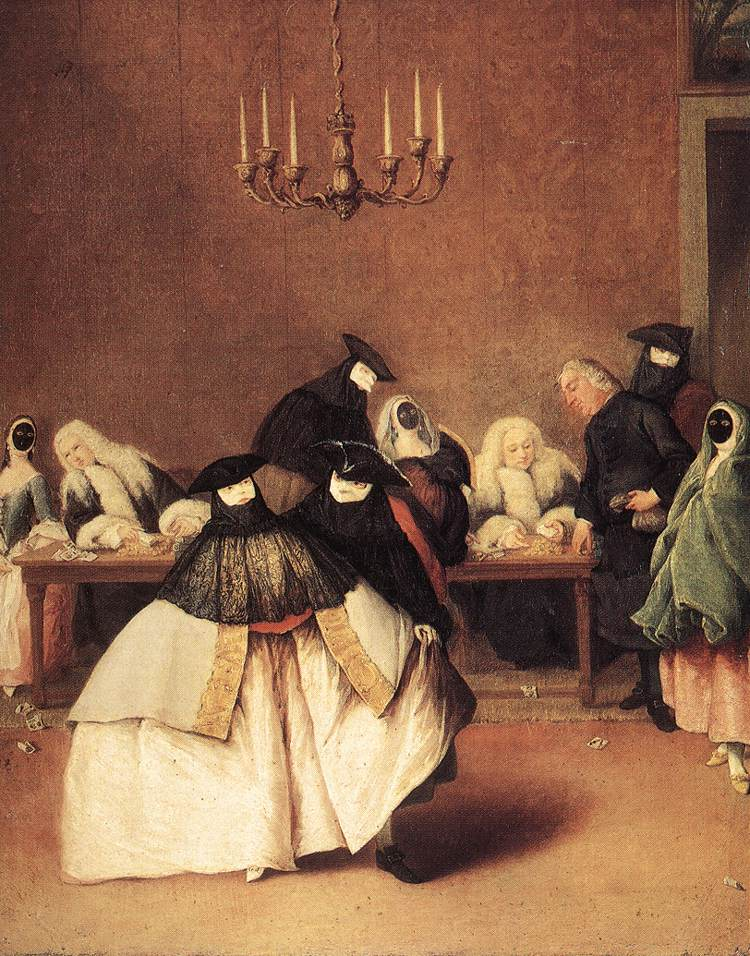
Le Ridotto d'après Longhi.